# SF Express
SF Express(중국어: 顺丰速运)는 중국 최대 규모의 택배 회사이며, 본사는 중화인민공화국 선전 시에 있다.
순풍은 B2C 택배 사업을 영위하며, 중국내 최다 항공기 보유 택배 회사이다. 소비자 만족도 또한 다른 택배 회사들 보다 높아서 업계 1위에 위치하고 있다. 중국 택배업계 최초로 무인항공기(드론)의 사업 운영권을 따냈으며, 2017년 6월 시범운행을 하였다. 2017년 2월 1일 정태희토신소재(정태신재)(딩타이신차이(鼎泰新材)와의 인수합병을 통해 우회상장하였다.

## 역사
창업자는 왕웨이 회장으로, 상하이에서 태어난 그는 7세때 홍콩으로 건너갔다. 고등학교를 졸업한 후 광둥에 있는 삼촌의 염색 공장에서 일을 했는데, 당시 고객들에게 염색 직물 샘플을 홍콩으로 자주 보내야 했는데, 시간과 비용 많이 들자 그는 택배업무를 본격적으로 시작했다. 홍콩과 광둥을 오가며 삼촌의 일은 물론 다른 소포까지 무료로 배달해 주었다. 점점 많은 사람들이 찾게되자 그는 1993년 3월 26일 24세 때 광둥 지역에 '순풍 익스프레스'를 설립했다. 설립 당시 6명의 직원으로 시작한 순풍은 3년뒤 광둥성 택배업계를 접수했고 7년만에 직원수 8만명으로 크게 성장했다.
1997년부터 2002년까지 중국 남부에서 중국 전 지역으로 네트워크를 넓히며 빠른 성장을 이룩하는 급속한 성장을 해왔다. 관리를 최적화하기 위해 본사를 설립하며 관리 기술을 강화하였다. 2008년부터 2012년까지는 SF 자체 항공사를 설립하며 점진적으로 글로벌 시장 내 특송 서비스 경쟁력을 강화하는 선두 주자 역할을 하였다. 현재는 고객 비즈니스 변화에 따라 통합된 공급 체인 솔루션을 제공하며 B2B 특송 서비스와 전자 상거래 특송 서비스를 제공하고 있다.

## 경영 철학
순풍은 2004년 글로벌 물류업체 '페덱스'에게 50억 위안에 인수 제의가 들어왔었다. 그러나 왕웨이 회장은 순풍의 가치는 50억 위안을 넘을 것이라며 거절했다. 왕웨이 회장은 이러한 인수 제의나 투자 제의를 모두 거절해왔다. 2017년 주식을 상장하기 전까지 그는 오랫동안 외부 자금을 받는 것을 꺼려왔는데, 외부 자금이 들어오면 그 순간 그 기업의 종업원들은 돈버는 기계로 전락한다고 생각했기 때문이다. 이 같은 경영 철학은 불교 신자인 그의 성향을 잘 나태내며, 직원을 아끼는 그의 마음을 볼 수 있다.
직원을 중요시하는 그의 경영 철학을 보여주는 사례는 몇가지 더 있다. 대표적으로 2016년 발생한 순풍 택배기사 폭행 사건과 우수 직원 시상식이 있다. 순풍 택배 기사중 한명이 배송을 하던중 접촉 사고가 나게 되었는데, 사고 피해자가 차에서 내려 택배 기사를 폭행하는 동영상이 퍼지게 되었다. 왕 회장은 직접 나서서 사건을 해결했으며 합의를 거절하는 등 강경한 모습을 보였다. 또 한가지 사례는 매달 열리는 우수 직원 시상식이다. 우수 직원 시상식에서 그는 우수직원에게 90도 인사를 하는데 모든 직원을 가족같이 대한다는 그의 경영 철학이 잘 드러나 있는 모습이다.
그는 이러한 철학 때문에 증권 시장에 상장하지 않으려 했으나, 택배업계의 경쟁이 심해지고 위엔퉁, 선퉁, 중퉁, 윈다 등 3퉁 1다로 불리는 택배 회사들이 줄줄이 중국과 미국에 상장하면서 결국 순풍도 2017년 2월 14일 선전 A주에 우회상장하게 된다.

## 중국 택배 시장
중국의 택배 물량은 5년동안 매년 평균 약 50%의 고성장을 보이며 급격히 성장하고 있다. 중국 경제가 성장하면서 물론 택배 물량도 따라서 성장하겠지만, 중국의 경제 성장률을 감안해도 눈에 띄는 고성장이다. 이 같은 현상의 원인은 인터넷 쇼핑의 발전에 있다. 2003년 알리바바의 인터넷 쇼핑몰 타오바오가 탄생했다. 이를 시작으로 인터넷 쇼핑몰이 발전했고 지난 10년간 인터넷 소매판매는 연 평균 60%의 고성장을 이뤄냈다. 2016년 택배 물량 312억 8,000만 건 중 약 49%에 해당하는 153억 건이 인터넷 판매로 발생했다. 이러한 폭발적인 성장으로 2000년대 초반 중국 택배시장의 80~90를 점유하고 있던 EMS의 점유율은 점점 낮아지고 더 경쟁력 있는 민간 택배 기업들이 성장하기 시작했다. 2010년대 중반에 이르러서는 민영 택배 기업들이 중국 택배 물동량의 약 90%를 차지하여 매출액의 약 82%를 차지한다.
이 같은 이유 때문에 택배 물량 및 매출이 동부에서 80%가량 발생하는 것이다. 현재도 택배산업이 크게 성장하고 있기는 하지만, 택배 인프라가 낙후된 중부 지방과 서부 지방에 인프라가 구축되고 네트워크가 형성된다면, 중국내 택배 산업은 한 단계 더 성장할 수 있다고 판단된다. 실제로 2014년 중국 정부는 국무원 상무회의에서 농업 현대화 실현을 위한 의견을 발표했고, 그 방안으로 농산품 유통다 인프라 강화, 농촌 무역유통 강화, 현·향·촌의 물류 시스템 완비 가속화 등의 내용이 나왔다. 이처럼 농촌의 물류 서비스 개선을 위해 택배 회사와 온라인 쇼핑몰들은 다양한 서비스를 실행하고 있다. 2014년 위엔퉁은 ‘통향진, 통촌조 정책을 시행했으며, 알리바바는 ‘천현만촌’ 정책을 시행하여 1,000개의 현급 운영 센터와 10만개의 촌급 서비스망을 구축하기로 했다. 2015년에는 순펑이 농촌 서비스망을 시범 적용했고, 선퉁은 ‘천현만진’ 정책을 실시했다. 징둥은 현급 서비스 센터를 직접 운영하면서 징둥 고객센터를 프렌차이즈 형식으로 운영하기로 했다.

## 자회사
- SF Airlines: B747기 두 대 포함 41대의 항공 화물기를 소유하고 있으며, 16기의 외부 항공기를 포함하여 총 57대의 항공 화물기를 운용중이다.
- Shenzhen Hive Box Technology Co., Ltd.: 무인 택배 보관함을 설치하는 사업을 진행 중이다.
- 장시펑위순투커지(江西豐羽順途科技): 중국 택배업계 최초로 드론 항공 운영 (예비) 허가증을 발급받았다. 산하에 드론 연구개발팀을 꾸린 순펑은 드론 관련 특허가 205개, 이 중 발명 특허만 102건에 달한다. 순펑 드론 개발팀은 드론 설계부터 운영 관리 등 드론 연구개발부터 응용에 이르는 관련 분야를 모두 포괄하고 있다.
- SF Express Cold Chains: 콜드체인물류회사

## 같이 보기
- SF 항공